# Psilorhinus
Psilorhinus is een voormalig geslacht van zangvogels uit de familie kraaien (Corvidae). De enige soort in dit geslacht is verhuisd naar het geslacht Cyanocorax.

## Soorten
Het geslacht kende de volgende soort:
- Psilorhinus morio – Bruine gaai